# Мессьє 71

Мессьє 71 (також знане як М71 та NGC 6838) є кулястим скупченням в сузір'ї Стріли.

## Історія відкриття
Скупчення було відкрито Жаном Філіпом де Шезо в 1745 році і було включено до каталогу кометоподібних об'єктів Шарлем Мессьє в 1780 році.

## Цікаві характеристики
M71 знаходиться на відстані 12 000 світлових років від Землі і простягається на 27 світлових років у поперечнику. До цього скупчення належить неправильна змінна зірка Z Sagittae.
Довго вважалося, що М71 належить до щільно-упакованих розсіяних скупчень, і класифікувалося так провідними астрономами в галузі дослідження зоряних скупчень. Однак, в наш час[коли?] прийнято, що М71 слабо концентроване кулясте скупчення, схоже на кулясте скупчення M68 у сузір'ї Гідри.

## Спостереження

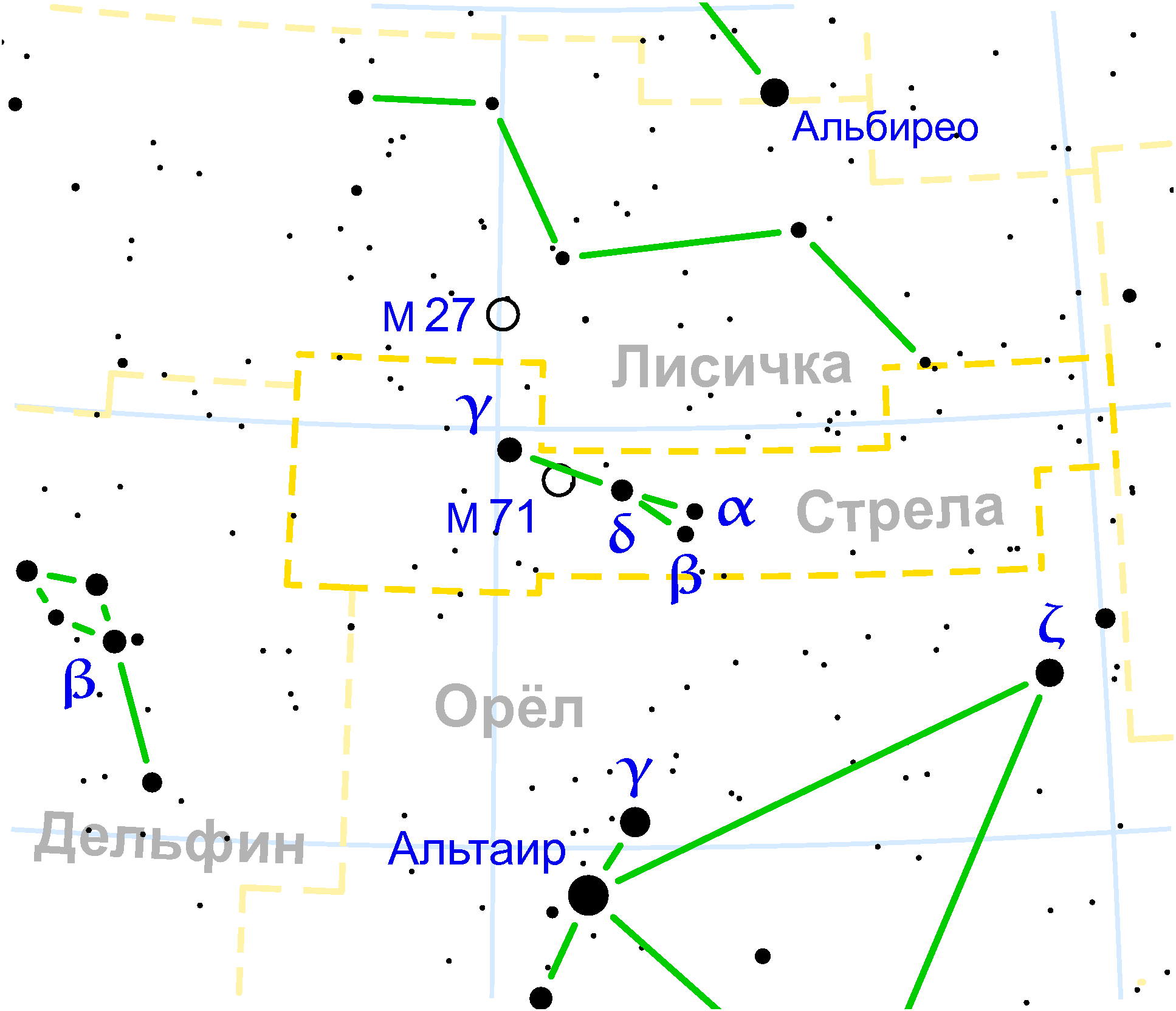
M71 в сузір'ї Стріли

Це скупчення зазвичай спостерігають влітку попутно з М27. І хоча кулясте скупчення розташовується дуже зручно для пошуків (трохи південніше середини відрізка котрий з'єднує зірки γ і δ Стріли) його буває не просто знайти на цій багатій на зірки ділянці Чумацького Шляху. Буде потрібно хороший бінокль (або оптичний шукач телескопа) і трохи терпіння. Втім, якщо не вдасться виявити це неяскраве скупчення в шукач телескопа, можна буде встановити в телескоп ширококутний пошуковий окуляр з невеликим збільшенням — скупчення розташовується всього в 30 кутових хвилинах на схід щодо яскравого орієнтиру — зірки 9 Sge (6.2m).
У аматорський телескоп апертурою 200—250 мм це дуже розріджене кулясте скупчення розпадається на безліч зірок, які утворюють V-подібну фігуру схожу по малюнку з наконечником списа. При меншій апертурі велика частина «недозволених» зірок утворюють дифузне фонове світіння в області скупчення.
Ще 40-50 років тому точилися суперечки щодо природи M71 — кулясте воно чи розсіяне. Все ж таки загальноприйнятої залишилася думка про те, що це саме кулясте скупчення.

### Сусіди по небу з каталогу Мессьє
- M27 — (на північ від γ Sge) яскрава планетарна туманність в Лисиці «Гантель»;
- M56 — (на північний захід, в Лірі) кулясте скупчення — антипод М71, при тому ж інтегральному блиску і приблизно таких же розмірах, М56 багато щільніше і ледь-ледь розпадається на зірки в любительські телескопи;
- M57 — (на північний захід, в Лірі) знаменита планетарна туманність «Кільце»

### Послідовність спостереження в «Марафоні Мессьє»
… М14 → М9 →М71 → М27 → М62 …

## Навігатори
Координати:  19г 53м 46.11с, +18° 46′ 42.3″